# اسوالد، خرگوش خوش‌شانس
اسوالد، خرگوش خوش‌شانس (انگلیسی: Oswald the Lucky Rabbit)، نام یکی از نخستین شخصیت‌های کارتونی والت دیزنی است. این خرگوش کارتونی که در سال ۱۹۲۷ توسط والت دیزنی و آب آیورکس خلق شد، شخصیتی است که حدود یک سال بعد به میکی ماوس، مشهورترین شخصیت دیزنی تبدیل شد. اسوالد در بازی حماسه میکی نقش دوم را داشت .

## بازی‌های رایانه‌ای
اُسوالد در بازی حماسه میکی  یکی از اصلی‌ترین شخصیت‌ها است. جهان حماسه میکی، سرزمین متروک (Wasteland) نامیده می‌شود.